# Decapterus macrosoma
Decapterus macrosoma es una especie de peces de la familia Carangidae en el orden de los Perciformes.

## Morfología
• Los machos pueden llegar alcanzar los 35 cm de longitud total.

## Distribución geográfica
Se encuentra desde las  costas del África Oriental hasta Malasia, Indonesia y el Mar de Arafura. También desde el Golfo de California hasta el Perú, incluyendo las Islas Galápagos